# Victoria Moors
Victoria Ashley Moors, född 5 november 1996 är en kanadensisk artistisk gymnast som representerade sitt land under de olympiska sommarspelen 2012 i London. 